# Кобзін Юхим Никифорович
Юхим Никифорович Кобзін (1904 , Гайсин, Гайсинський повіт, Подільська губернія, Російська імперія  — невідомо ) — український радянський діяч, голова Київського і Станіславського облвиконкомів, депутат Верховної Ради УРСР 3-го скликання.

## Життєпис
Народився 1904 року в родині робітника-муляра в місті Гайсині, тепер Гайсинського району Вінницької області. З 1918 по 1924 рік працював муляром, а потім учнем слюсаря Гайсинського цукрового заводу на Вінниччині.
У 1922 році вступив до комсомолу. У 1924—1926 роках — завідувач політпросвітвідділу та секретар Гайворонського районного комітету ЛКСМУ.
Член ВКП(б) з 1926 року.
У 1926—1928 роках — завідувач організаційно-інструкторського відділу Першомайського окружного комітету ЛКСМУ.
У 1928—1929 роках — секретар Вільшанського районного комітету КП(б)У Першомайської округи. У 1929—1930 роках — секретар Ново-Архангельського районного комітету КП(б)У Першомайської округи. У 1930 році — секретар Любашівського районного комітету КП(б)У Першомайської (Одеської) округи.
У 1930—1931 роках — директор Лошкарівської машинно-тракторної станції (МТС) Сталінського району на Дніпропетровщині. У 1931—1932 роках — директор Шполянської МТС Шполянського району на Черкащині. У 1932—1933 роках — директор Миронівської МТС Київської області. У 1933—1936 роках — директор Плисківської МТС Вінницької області.
У 1936—1937 роках — народний суддя міста Корсунь Київської області.
У 1937 році — 1-й секретар Корсунського районного комітету КП(б)У Київської області. У 1937—1938 роках — 1-й секретар Канівського районного комітету КП(б)У Київської області.
До грудня 1938 року працював завідувачем сільськогосподарського відділу Київського обласного комітету КП(б) України.
22 грудня 1938 — 1939 року — виконувач обов'язків голови виконавчого комітету Київської обласної ради депутатів трудящих.
У липні 1939 — квітні 1941 року — заступник начальника Переселенського управління при Раді народних комісарів СРСР у Москві. 2 квітня — 26 вересня 1941 року — начальник Переселенського управління при РНК СРСР. До 1942 року працював заступником начальника Управління із евакуації населення при РНК СРСР.
У 1942—1944 роках — уповноважений Міністерства заготівель СРСР по Саратовській області.
У березні 1944 — січні 1947 року — заступник народного комісара (міністра) соціального забезпечення Української РСР.
У 1947 році — слухач курсів при Вищій партійній школі ЦК ВКП(б) у Москві.
У травні 1947 — січні 1949 року — заступник голови виконавчого комітету Станіславської обласної ради депутатів трудящих.
У січні 1949 — січні 1952 року — голова виконавчого комітету Станіславської обласної ради депутатів трудящих.
12 квітня 1952 — 1955 року — виконувач обов'язків заступника, заступник голови виконавчого комітету Дрогобицької обласної ради депутатів трудящих.
У 1955—1957 роках — голова виконавчого комітету Трускавецької міської ради депутатів трудящих Дрогобицької області.

## Нагороди
- орден Леніна (7.02.1939)
- медаль «За доблесну працю у Великій Вітчизняній війні 1941—1945 рр.»